# Baligh Hamdi

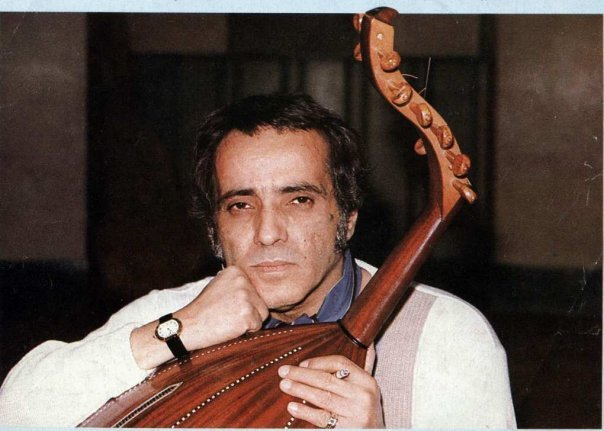
Baligh Hamdi

Baligh Abdel Hamid Hamdi Morsi (arabisch بليغ عبد الحميد حمدي مرسي, DMG Balīġ ʿAbd al-Ḥamīd Ḥamdiyy Mursiyy; * 7. Oktober 1932 in Kairo; † 17. September 1993 in Paris) war ein ägyptischer Komponist.
Hamdi war der Sohn eines Physikprofessors und hatte ab dem neunten Lebensjahr Klavier- und Violinunterricht, einige Jahre später kam die Oud hinzu. Er besuchte AbdelHafid Amams Klasse für traditionelle Musik und studierte neben dem Besuch des Gymnasiums Musik bei Derwish ElHariri. Er begann dann ein Jurastudium, setzte jedoch seine musikalische Ausbildung fort, bis er 1954 eine professionelle Laufbahn als Musiker begann.
Von seinem Lehrer Hassan Eshûgaï gefördert trat er im Rundfunk als Sänger auf und komponierte erste Lieder. Sein erster großer Erfolg war der Song Elhob eïh, den die Sängerin Oum Kalsoum 1959 interpretierte. Er schrieb dann Titel wie Why no und Thbinish Be Al Shakl Dah für Fayza Ahmed und Tkhounoh, El Toba, Gana El Howa. Sawah, Zay El Howa und Hawel Teftikerni für Abdel Halim Hafez. Seit den 1960er Jahren war er einer der erfolgreichsten Komponisten der arabischen Welt, dessen Songs von Sängern wie Najat Essaghira, Mohammed Roshdy, Faïza Ahamad, Moharram Fûad, Sharifa Fadel, Hani Shaker, Samira Bensaïd, Shahrazad, Aziza Jalal, Warda, Sabah, Mayada El Hennawy, Shadia und Leila Mourad gesungen wurden.
Neben Liedern komponierte Hamdi die Musik zu mehreren Spielfilmen, darunter Habibati ya misr, Mahr elarûssa, Ya banat skandaria, Tamar henna und Hikayti mâa ezzaman und zu mehr als zwanzig Fernsehserien sowie mehrere Musikkomödien.